# Federico Caprilli
Federico Caprilli (7 de abril de 1868-6 de diciembre de 1907) fue un militar y jinete italiano de equitación. Fue considerado el mejor jinete de salto de obstáculos del siglo XX por la prestigiosa revista L´Année Hippique.
Las teorías efectuadas por este jinete y las enseñanzas que dejó en sus discípulos aún perduran ya que cambiaron la práctica del salto. Por ejemplo la técnica de inclinarse durante el salto la desarrolló este jinete.
Caprilli desecha muchos principios de la equitación clásica y se fundamenta en la equitación natural.

## Vida militar
En 1886, fue admitido en la Escuela Militar de Módena como alumno del arma de caballería, sin embargo casi fue rechazado en la inspección médica por una cierta desproporción entre el tronco y las extremidades.
En agosto de 1888 fue destinado al Regimiento de Caballería de Piamonte y posteriormente se fue a la Escuela de Caballería de Pinerolo. En esta escuela comenzó a mostrar sus habilidades en el salto, pero fue considerado un alumno mediocre ya que inventaba técnicas nuevas y no hacía lo que se les enseñaba, por lo que era considerado un alumno indisciplinado. 
La teoría que manejaba era que la equitación de picadero no era buena y el único método para ser un gran jinete era practicando en el campo saltanto obstáculos naturales.
En 1868 comenzó a aplicar sus métodos a sus alumnos, basando sus teorías en la libertad, en no producir dolor y en acoplarse siempre al equilibrio del caballo. En un mes su método convertía a los caballos más difíciles en sumisos y tranquilos, posteriormente tuvo que diseñar un nuevo tipo de montura que se adecue a su forma de montar.
Falleció el 6 de diciembre de 1907 producto de una caída a caballo en Pinerolo.

## Logros deportivos
- 1893: Segundo lugar en el Gran Steeplechasse de Roma.
- 1893: Con el caballo Bagongo supera 1,60 m
- 1901: Con el caballo Vecchio salta 1,85 m
- 1902: Con el caballo Melapo salta 2,08 metros siendo la primera vez que se superan los dos metros en el salto alto.
- 1907: Gana el Campeonato de Armas de Roma (antiguo concurso completo).